# Військовий округ Пресбург

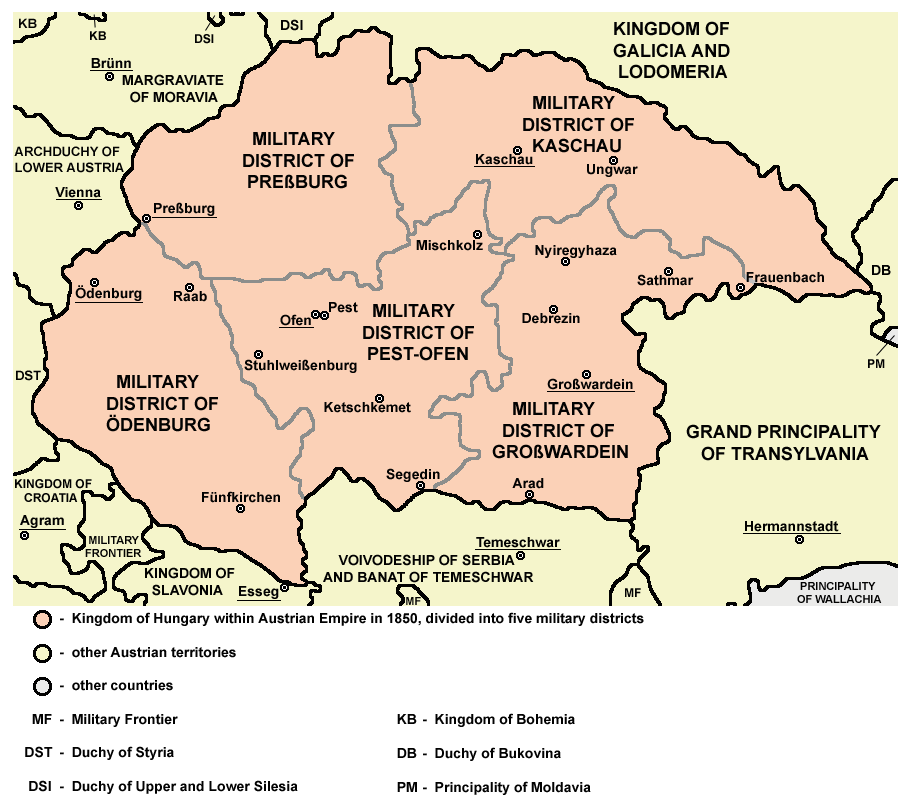
Угорське королівство в 1850 році

Військовий округ Пресбург був однією з адміністративних одиниць Габсбурзького Королівства Угорщини з 1850 по 1860 рік. Центром округу був Пресбург (Позоні, тепер Братислава). Він включав західні частини нинішньої Словаччини і північні частини нинішньої Угорщини . 

## зовнішні посилання
- Карта
- Карта [Архівовано 8 березня 2022 у Wayback Machine.]